# Ernesto Farías
Ernesto Antonio Farías (Trenque Lauquen, 29 maggio 1980) è un ex calciatore argentino, di ruolo attaccante.
È soprannominato El Tecla ("tasto" in spagnolo), poiché i suoi denti somigliano ai tasti di un pianoforte.

## Biografia
È sposato con una donna di nome Araceli e ha due figli, Juan Bautista e Delfina.

## Carriera

### Club
Ha iniziato la carriera nell'Estudiantes de La Plata, giocandovi per sette stagioni. Nella stagione d'esordio colleziona 5 reti ed arriva anche la prima marcatura; la stagione successiva migliora il suo bottino di reti. Col passare del tempo si va affermando andando sempre a doppia cifra in ogni campionato successivo. Con i biancorossi ha collezionato 213 presenze in campionato con 110 reti all'attivo dal 1997 al 2004, conquistando anche il titolo di capocannoniere del Torneo di Apertura 2003 con 12 gol.
Nel 2004 viene acquistato dal Palermo, che deposita il contratto quadriennale il 9 luglio. La sua esperienza in rosanero si rivela infelice: segna solo 2 reti in Coppa Italia nella partita vinta per 2-0 contro la Salernitana, gara di ritorno del primo turno della competizione disputata il 28 settembre 2004. In campionato ottiene 13 presenze, esordendo nella massima serie italiana il 12 settembre 2004, alla prima giornata di campionato contro il Siena (vittoria per 1-0) subentrando all'83' al posto di Luca Toni. Gioca la sua prima partita da titolare il 25 settembre nel pareggio per 1-1 contro la Juventus, partita in cui Toni è assente, venendo poi sostituito al 79' da Franco Brienza.

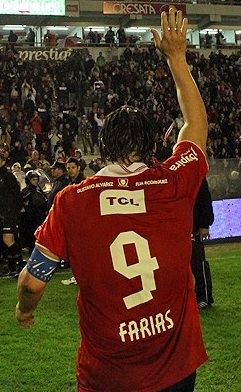
Ernesto Farías all'Independiente

Nel mercato di gennaio del 2005 viene ceduto agli argentini del River Plate. Nella sua seconda esperienza in Argentina il suo rendimento muta in positivo, segnando 35 reti in 67 partite di campionato ed ottenendo il titolo di capocannoniere della Coppa Libertadores 2006, segnando 5 reti a pari merito con altri tredici giocatori. Qui resta fino al 2007, fin quando si trasferisce ai portoghesi del Porto. Nella stagione 2007-2008 colleziona 16 presenze e 6 reti, in quella successiva scende in campo 20 volte marcando 10 gol e nella stagione 2009-2010, che lo vede giocare anche 3 partite in Champions League, gioca 18 partite di campionato segnando 7 reti.
Il 2 agosto 2010 viene ufficializzato il suo passaggio alla squadra brasiliana del Cruzeiro; come contropartita tecnica è stata ceduta al Porto l'altra metà di Maicon Pereira Roque.
Esordisce nel campionato brasiliano il 5 settembre 2010 nella partita vinta per 3-2 in trasferta contro il Palmeiras valida per la 19ª giornata di Série A; subentrato nell'intervallo a Wellington Paulista, è suo il gol che sancisce la vittoria finale.
Il 17 gennaio 2012 viene prelevato in prestito dall'Independiente. Nell'estate 2013 ritorna al Cruzeiro, quindi dopo un anno passa agli uguguaiani del Danubio.
Nel 2015 passa ai colombiani dell'América, squadra della città Cali, che milita nella seconda serie del campionato. Al termine della stagione 2016 ottiene la promozione in massima serie. Con 2 gol in 9 presenze nella stagione 2017 chiude la sua carriera.

### Nazionale
Dopo aver fatto parte della Nazionale argentina Under-17, nel 1999 ha partecipato prima al campionato sudamericano di calcio Under-20 con la Nazionale Under-20, vincendolo, e poi ha preso parte al Mondiale Under-20.
Conta una presenza in Nazionale maggiore, ottenuta il 3 settembre 2005: si tratta di Paraguay-Argentina (1-0), valida per la qualificazione al campionato del mondo 2006.

## Palmarès

### Club
- Campionato portoghese: 2

Porto: 2007-2008, 2008-2009
- Supercoppa di Portogallo: 1

Porto: 2009

### Nazionale
- Campionato sudamericano Under-20: 1

1999

### Individuale
- Capocannoniere del Campionato argentino: 1

Apertura 2003 (12 gol)
- Capocannoniere della Coppa Libertadores: 1

2006 (5 gol, a pari merito con Aloísio José da Silva, José Luis Calderón, Agustín Delgado, Sebastián Ereros, Félix Borja, Fernandão, Marcinho, Daniel Montenegro, Nilmar, Mariano Pavone, Jorge Quinteros, Patricio Urrutia e Washington)
- Miglior giocatore della Supercoppa di Portogallo: 1

2009